# Бойнтон (Оклахома)
Бойнтон (англ. Boynton) — місто (англ. town) в США, в окрузі Маскогі штату Оклахома. Населення — 161 особа (2020).

## Географія
Бойнтон розташований за координатами 35°38′58″ пн. ш. 95°39′15″ зх. д. / 35.64944° пн. ш. 95.65417° зх. д. (35.649375, -95.654263).  За даними Бюро перепису населення США в 2010 році місто мало площу 1,10 км², з яких 1,09 км² — суходіл та 0,01 км² — водойми.

## Демографія
Згідно з переписом 2010 року, у місті мешкало 248 осіб у 111 домогосподарстві у складі 55 родин. Густота населення становила 225 осіб/км².  Було 164 помешкання (149/км²).
Расовий склад населення:
| - 52,4 % — чорних або афроамериканців - 27,0 % — білих - 7,7 % — корінних американців - 0,4 % — азіатів |

До двох чи більше рас належало 12,5 %. Частка іспаномовних становила 2,8 % від усіх жителів.
За віковим діапазоном населення розподілялося таким чином: 25,4 % — особи молодші 18 років, 53,6 % — особи у віці 18—64 років, 21,0 % — особи у віці 65 років та старші. Медіана віку мешканця становила 49,0 року. На 100 осіб жіночої статі у місті припадало 119,5 чоловіків;  на 100 жінок у віці від 18 років та старших — 110,2 чоловіків також старших 18 років.
Середній дохід на одне домашнє господарство  становив 34 490 доларів США (медіана — 24 167), а середній дохід на одну сім'ю — 45 398 доларів (медіана — 46 875). За межею бідності перебувало 46,7 % осіб, у тому числі 85,2 % дітей у віці до 18 років та 43,9 % осіб у віці 65 років та старших.
Цивільне працевлаштоване населення становило 57 осіб. Основні галузі зайнятості: освіта, охорона здоров'я та соціальна допомога — 28,1 %, роздрібна торгівля — 22,8 %, публічна адміністрація — 10,5 %, будівництво — 10,5 %.